# Gmina Zełenikowo
Gmina Zełenikowo (mac. Општина Зелениково) – gmina wiejska w środkowej Macedonii Północnej.
Graniczy z gminami: Studeniczani od zachodu, Czaszka od południa, Wełes od południowego wschodu i Petrowec od północnego wschodu.
Skład etniczny
- 61,86% – Macedończycy
- 29,58% – Albańczycy
- 4,68% – Boszniacy
- 2,26% – Romowie
- 1,62% – pozostali

W skład gminy wchodzi:
- 14 wsi: Dejkowec, Dobrino, Gradowci, Gumalewo, Nowo Seło, Oreszani, Pakoszewo, Paligrad, Smesnica, Strahojadica, Taor, Tisowica, Wrażale, Zełenikowo.